# 维托里亚诺
维托里亚诺（義大利語：Vittoriano），又稱為維克多艾曼紐二世紀念堂（義大利語：Monumento Nazionale a Vittorio Emanuele II，是位于意大利罗马威尼斯广场和卡比托利欧山之间，用以纪念统一意大利的第一位国王维托里奥·埃马努埃莱二世。由朱塞佩·萨科尼（Giuseppe Sacconi）设计于1895年，雕塑由全意大利的雕塑家雕刻。1911年开工，完成于1935年。
纪念堂用布雷西亚的纯白大理石建造，设有宏伟的阶梯，高大的科林斯圆柱，喷泉，巨大的埃马努埃莱二世骑马雕像，和两尊双轮战车上的女神维多利亚雕像。这座建筑宽135米，高70米。如果包括双轮战车和维多利亚，高度达到81米。建筑的底层设有意大利统一博物馆。